# Prosena marginalis
Prosena marginalis là một loài ruồi trong họ Tachinidae.